# 防风属
防风属（学名：Saposhnikovia）是伞形科下的一个属，为多年生草本植物。该属仅有防风（Saposhnikovia divaricata）一种，分布于中国北部和东北部。

## 物种
本属包括以下物种：
- 防风 Saposhnikovia divaricata (Turcz.) Schischk.